# リーランド・スタンフォード・ジュニア

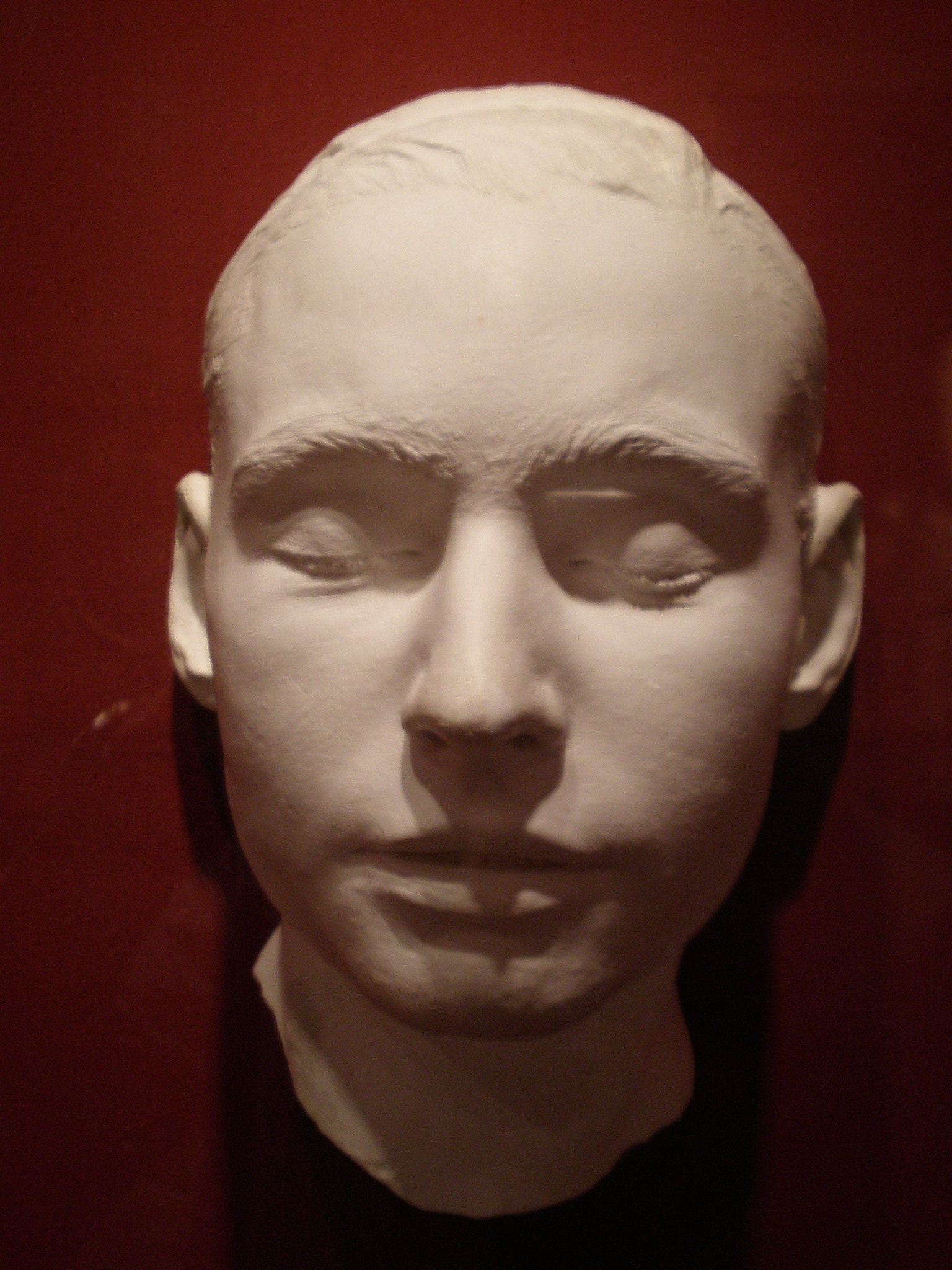
アイリス&B・ジェラルド・カンター視覚芸術センターに展示されているリーランド・スタンフォード・ジュニアのデスマスク

リーランド・スタンフォード・ジュニア（Leland Stanford Jr.、1868年5月14日 - 1884年3月13日）は、リーランド・スタンフォード・ジュニア大学（スタンフォード大学）の創立者。リーランド・スタンフォードの子である。同大学の名称は彼の名からとられた。

## 生涯
父はカリフォルニア州知事のリーランド・スタンフォード、母はジェーン・スタンフォード（旧姓 ラスロップ(Lathrop)）である。彼を生んだときの母は39歳で、結婚以来18年間子供が生まれなかった。出生時はリーランド・デウィット・スタンフォード(Leland DeWitt Stanford)という名前で、9歳のときにリーランド・スタンフォード・ジュニアに改名した。
16歳の誕生日を迎える2か月前、彼は両親とともにヨーロッパへのグランドツアーに出発した。アテネ滞在中に腸チフスを発症した。両親は、治療を受けさせるために彼をイタリアへつれて行き、最初はナポリ、次にローマ、最後はフィレンツェへ行った。そこで病状の回復と悪化を繰り返し、数週間後に死亡した。

## スタンフォード大学
父のリーランド・スタンフォード・シニアは妻に、「カリフォルニア州の子供たちは私たちの子供になるだろう」と語った。帰国後、息子の名前を残すために、自分の財産を捧げて大学を創立することを構想した。この大学は1891年に開学し、息子の名前をつけて「リーランド・スタンフォード・ジュニア大学」(Leland Stanford Junior University)と名付けられた。一般にはスタンフォード大学と呼ばれる。大学の印章には、この正式名称が書かれている。
リーランド・スタンフォード・ジュニアの遺体は、スタンフォード大学の敷地内にあるスタンフォード霊廟で、両親の側に安置されている。
1893年6月21日に父親が死亡した後、彼の母親は1905年2月28日に亡くなるまでスタンフォード大学の発展を導いた。